# Suad Amiry
Suad Amiry (Damasco, 1951) è una scrittrice e architetto palestinese.

## Biografia
Nata a Damasco da madre siriana e padre originario di Jaffa, ha vissuto ad Amman, Beirut, Il Cairo; laureata alla Michigan University, si è specializza ad Edimburgo.
Dal 1981 vive in Palestina, a Ramallah, nella Cisgiordania, dove insegna presso l'università di Bir Zeit e dirige il Riwaq Centre for Architectural Conservation. 
Tra il 1991 e il 1993 ha fatto parte delle delegazioni palestinesi per la pace in Medio Oriente negli incontri in USA
Ha all'attivo numerosi studi, pubblicazioni e cataloghi sull'architettura storica palestinese e si scopre scrittrice raccogliendo in un volume i diari che tiene durante l'assedio Israeliano al quartier generale di Arafat a Ramallah nel 2001 e 2002.
È nota al pubblico internazionale con l'opera Sharon e mia suocera (2003), tradotta in 11 lingue e con la quale ha vinto il premio Viareggio nel 2004.

## Opere
- Suad Amiry, Sharon e mia suocera, Milano, Feltrinelli, 2003, ISBN 978-88-07-88305-7.
- Suad Amiry, Se questa è vita, Milano, Feltrinelli, 2005, ISBN 978-88-07-17106-2.
- Suad Amiry, Niente sesso in città, Milano, Feltrinelli, 2007, ISBN 978-88-07-17138-3.
- Suad Amiry, Murad Murad, Milano, Feltrinelli, 2009, ISBN 978-88-07-49086-6.
- Suad Amiry, Golda ha dormito qui, Milano, Feltrinelli, 2013, ISBN 978-88-07-49158-0.
- Suad Amiry, Damasco, Milano, Feltrinelli, 2016, ISBN 978-88-07-49195-5.
- Suad Amiry, Storia di un abito inglese e di una mucca ebrea, Milano, Mondadori, 2020, ISBN 978-88-35-70272-6.